# Club Atlético Talleres (Córdoba)
El Club Atlético Talleres de Córdoba és un club de futbol argentí de la ciutat de Córdoba.

## Història
L'any 1912 es disputà la primera edició del campionat de Córdoba de futbol. Alguns joves treballadors del Ferrocarril Central Córdoba, decidiren fundar un club per a la pràctica d'aquest esport. El 12 d'octubre de 1913 es fundà el Atlético Talleres Central Córdoba. El 19 d'abril de 1914 ingressà a la Federació. El 1917 canvià el nom per l'actual Club Atlético Talleres. El club guanyà 27 campionats de Córdoba.
El 1968 ingressa a l'AFA passant a disputar el campionat Nacional, la màxima divisió argentina. Entre els 70 i 80 alterna la primera i la segona divisió. Les seves millors posicions a primera foren una segona el 1977 i una tercera el 1980. El seu primer campionat internacional fou la Copa Conmebol de 1999, on derrotà el Centro Sportivo Alagoano brasiler.

## Palmarès
- 1 Copa Conmebol: 1999
- 1 Copa Hermandad: 1977
- 1 Lliga argentina de segona divisió: 1997/98
- 27 Campionat de Córdoba de futbol: 1915, 1916, 1918, 1921, 1922, 1923, 1924, 1934, 1938, 1939, 1941, 1944, 1945, 1948, 1949, 1951, 1953, 1958, 1960, 1963, 1969, 1974, 1975, 1976, 1977, 1978, 1979